# Slag aan de Schelde
De Slag aan de Schelde was een militaire operatie in Noord-België tegen het einde van de Eerste Wereldoorlog. De geallieerden wilden in november 1918 de Schelde bereiken.
De Eerste Wereldoorlog werd uitgevochten op verschillende fronten waaronder het westfront. Het westfront was het bekendste en belangrijkste front; het strekte zich uit van de Noordzee tot aan de Frans-Zwitserse grens.

## Het geallieerde tegenoffensief
De Duitsers startten in 1918 een offensief tegen de Britten en Belgen bij Ieper in provincie van West-Vlaanderen in België. Op het eerste gezicht waren deze offensieven succesvol: de loopgraven werden verlaten en een flinke terreinwinst werd geboekt. De troepen waren echter aan het eind van hun Latijn (na een offensief gingen ze bijvoorbeeld eerst vijandelijke voedseldepots plunderen), en ook achter het front bevonden zich nog grote hoeveelheden vijandelijke troepen. De offensieven liepen alle drie vast in modder, bloed, en een muur van frisse Amerikanen. Over het hele front werden de Duitsers in de herfst van 1918 teruggedreven. 
De geallieerden waren nu in de aanval vanaf het Ieperfront. Voor de algemene aanval naar de Schelde van 31 oktober tot 1 november 1918 was de uitvalsbasis de weg Anzegem - Waregem en de spoorweg Kortrijk - Deinze. De bezetting van de heuvels tussen Schelde en Leie werd voor de Amerikaanse 37th Div. en de 91st Div. een zware klus. 
Op 1 november 1918 's avonds, werd Petegem bezet door de 41ème Franse D.I. Oudenaarde - Bevere door eenheden van de 91st A.E.F. Inf. Div. alsook van de 128ème Franse D.I. 
De Amerikanen hadden in de Spitaalsbossen van Wortegem gedurende twee dagen een korte, maar harde noot moeten kraken.

## Oversteken van de Schelde bijOudenaardeop 1 november 1918
Bij valavond van 1 november 1918 was de 37th Inf. Div. A.E.F. doorgestoten tot Eine en Heurne, en kon al enkele vooruitgeschoven eenheden aan de oostelijke Schelde-oever laten postvatten dankzij alle mogelijke middelen (boomstammen, vlotten, tonnen, enz..) De 91st Inf. Div. vroeg toelating aan de 37th Inf. Div. om in haar gebied eveneens loopbruggen te mogen aanleggen daar dit niet mogelijk was ten zuiden van de stad. Uiteindelijk konden twee loopbruggen op 300 m van elkaar ten noorden van Eine alsook een pontonbrug, die nog dezelfde avond klaar kwam, gebruikt worden. Op 5 november werd het bevel gegeven het bruggenhoofd rechtover Heurne te Welden op de proef te stellen om na te gaan of de vijand niet over gans de linie aan het terugtrekken was onder dekking van enkele infanterie-eenheden versterkt door mitrailleurs. De Duitsers boden echter overal verbeten weerstand. De Schelde zou dus enkel met een gezamenlijke actie kunnen ingenomen worden.

## De wapenstilstand van 11 november 1918
De algemene druk op de Duitse legers was groter geworden. Het thuisfront stortte in elkaar door een marxistische en anarchistische omwenteling, zodat de Geallieerde Opperbevelhebber het bevel gaf om "de behaalde overwinningen om te zetten in een definitieve eindzege", m.a.w. "er diende aanstonds met man en macht een eindoffensief ingezet te worden". Dit werd op 10 november 1918 uitgevoerd maar, reeds de volgende dag stopgezet door de algemene wapenstilstand op 11 november 1918 om 11 uur.

## Gifgas
Na de hergroepering van 2 tot 4 november 1918 van de geallieerde troepen waren de Duitsers nog steeds paraat, zowel met artillerie als met vliegtuigen. Herhaalde aanvallen met fosgeen gifgassen werden op de stad Oudenaarde uitgevoerd met grote verliezen van burgers tot gevolg.
Gifgas werd zowel door de geallieerden als door de Duitsers gebruikt. Fosgeen werkt sterk prikkelend op de longen bij inademing, ook in lage concentraties. Naast de aanvankelijke prikkeling treedt ook na een latente periode van enige uren tot een dag vaak longoedeem op waardoor ernstige ademnood kan ontstaan. Dit wordt veroorzaakt doordat fosgeen met vocht in de longen reageert tot zoutzure damp (HCl), waardoor de longweefsels worden vernietigd. Ook na maanden kunnen slachtoffers nog blijven hoesten en ook bloed ophoesten.

## Vernielingen
Omdat kerktorens ideale uitkijkposten zijn werden alle kerken rondom Oudenaarde ten westen van de Schelde vernield.
Sint-Walburga Oudenaarde, Eine, Heurne, Bevere, Moregem, Petegem. 
De 91ste divisie A.E.F. rukte vanuit Waregem door de Spitaalsbossen op naar Wortegem en zo naar Moregem. Zij bereikte op 1 november 1918 Oudenaarde. Moregem heeft zwaar geleden. De kerk, het orgel met orgelkast in mooi snijwerk en twee kostbare beelden in houtsnijwerk werden vernield. In het gemeentehuis werden waardevolle oude archieven van gemeente en schuttersgilde vernietigd.
In de dorpskern van Heurne (Oudenaarde) staat de neogotische Sint-Amanduskerk, die in haar huidige vorm pas uit 1922 dateert; de oorspronkelijke laat-18de-eeuwse kerk werd in 1918 bij de Slag aan de Schelde vernield.

## Dikke Bertha

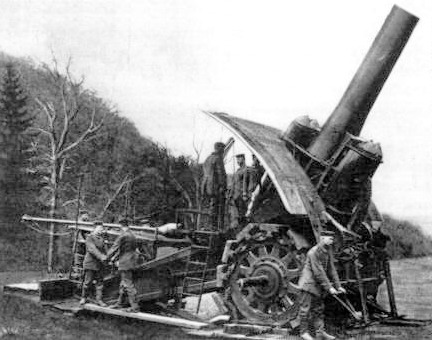
Dikke Bertha

Dikke Bertha (Duits: Dicke Bertha) is de naam van een Duitse houwitser. Dit artilleriestuk werd ingezet tijdens de Eerste Wereldoorlog bij de terugtrekking van de Duitsers uit Oudenaarde. Het wapen had een voor die tijd ongekend groot kaliber van 420 mm. Het gewicht van de granaten bedroeg 900 kg. De houwitser kon doelen treffen tot op 9 km afstand.

## Monumenten en herdenkingstekens
- Op het Tacambaroplein in Oudenaarde staat een Amerikaans monument, een herdenkingszuil voor Amerikaanse infanteriesoldaten die in de Eerste Wereldoorlog in Oudenaarde de Schelde overstaken.

- Ohiobrug in Eine. Als aandenken aan de Amerikaanse deelname is later de Ohiobrug te Eine gebouwd en betaald door de staat Ohio (USA).

- Flanders Field American Cemetery and Memorial in Waregem. De begraafplaats van de Amerikaanse soldaten die in die periode gesneuveld zijn.